# Ruggero Verity
Pour les articles homonymes, voir Verity.
Ruggero (ou Roger) Verity est un médecin et un entomologiste italien, né le 20 mai 1883 à Florence et mort le 4 mars 1959 dans cette même ville.

## Biographie
Son père est d’origine britannique. Verity constitue une immense collection de Rhopalocères. Il est l’auteur de 148 publications dont Rhopalocera Palaeartica. Papilionidae et Pieridae (1905-1911, 454 pages), Le Farfalle diurne d’Italia (cinq volumes, 1940-1953, 1 688 pages) et Les Variations géographiques et saisonnières des papillons diurnes en France (trois volumes, 476 pages).
Il est l’auteur de plus de 1 500 taxons, la plupart étant des sous-espèces. Sa collection est léguée au Musée d'histoire naturelle de l'Université de Florence (section de zoologie, La Specola)..